# الین، سامار شمالی
الین، سامار شمالی (به لاتین: Allen, Northern Samar) یک سکونتگاه مسکونی در فیلیپین است که در سامار شمالی واقع شده‌است.

## خصوصیات
الین ۴۷٫۶۰ کیلومترمربع مساحت و ۲۳٬۷۳۸ نفر جمعیت دارد.